# Ann-Britt Leymanová
Ann-Britt Leymanová, později Olssonová (10. června 1922 Stenungsund – 5. ledna 2013 Göteborg), byla švédská sprinterka a skokanka do dálky, která získala bronzovou medaili ve skoku do dálky na letních olympijských hrách v roce 1948.
Nikdy nezískala národní titul ve skoku dalekém, ale vyhrála 15 národních šampionátů ve sprintu: na 80 m (1941), 100 m (1942–44 a 1946–49) a 200 m (1942–47 a 1949).